# Berg (Bas-Rhin)
Pour les articles homonymes, voir Berg.
Berg est une commune française située dans la circonscription administrative du Bas-Rhin et, depuis le 1er janvier 2021, dans le territoire de la Collectivité européenne d'Alsace, en région Grand Est.
Depuis 1793, cette commune se trouve dans la région historique et culturelle d'Alsace.

## Géographie
Berg est une commune d'Alsace Bossue située à 6 km de Drulingen et à 9 km de Sarre-Union, près de la route D 1061 qui relie Phalsbourg à Sarrebruck. Le ruisseau du Muehlgraben traverse le village. La ligne de bus 410 du réseau 67 possède des arrêts dans les lieux-dits de Windhof, Wolsthof et Bellevue. L'autoroute A4 est accessible par la sortie 43 à 5 km du village. Cette autoroute possède une aire de repos dans les limites administratives de la commune.
Berg dispose l’un des paysages les plus caractéristiques de ce « pays » d'Alsace Bossue. 
Des hauteurs ceinturent ce village offrant ainsi des points de vue uniques. Outre le vallonnement, le paysage est caractérisé par la présence de nombreuses haies et de vergers à hautes tiges. Des haies naturelles bordent les parcelles, chemins et ravins. Fournies en noisetiers, prunelliers, frênes, charmilles, mûriers, etc., elles réunissent les aspects typiques du « Heckeland ». Les vergers à hautes tiges entourent quant à eux le village et l’habitat. Plantés de quetsches-prunes, quetsches, pommes, cerises et poires, ils répondent à leur double vocation : la production herbagère principalement pâturée et la production fruitière. Cette dernière est soit distribuée à la vente, soit à usage personnel sous forme de jus, cidre ou eaux de vie.
Le coteau exposé sud accueillait sur un parcellaire variant de 2 à 10 ares une multitude de vignobles familiaux pour la fabrication d’une piquette caractéristique. Actuellement à l’abandon, ce coteau fait l’objet d’un programme municipal de sauvegarde des sites naturels et caractéristiques.
Ce programme, intitulé « Paysage 2000 » vise également la réhabilitation du verger du " manant " (Almingsgarten) planté d’arbres à hautes tiges.
La coopérative agricole gère toujours l’alambic communal pour les bouillies de cru et le pressoir à fruits pour la fabrication de jus, cidre ou vin.

Le jardin jouxte la maison d’habitation, un potager plus important (s’Krutsteck) s’implantait souvent en limite du village. Cette possibilité permet aux plus courageux de satisfaire la consommation familiale en fruits et légumes et contribue à un certain art de vivre.
| Thal-Drulingen | Mackwiller | Rexingen   |
| Burbach        | Berg       |            |
| Eywiller       | Gungwiller | Bettwiller |

### Écarts et lieux-dits
- Windhof sur la route D 1061, partagé avec la commune de Burbach.
- Wolsthof sur la route D 1061.
- Bellevue, à proximité de Gungwiller.
- Froeschmuehle au nord, partagé avec la commune de Mackwiller.

### Hydrographie
La commune est dans le bassin versant du Rhin au sein du bassin Rhin-Meuse. Elle est drainée par le ruisseau Muehlgraben, le ruisseau de Chapelle et,.

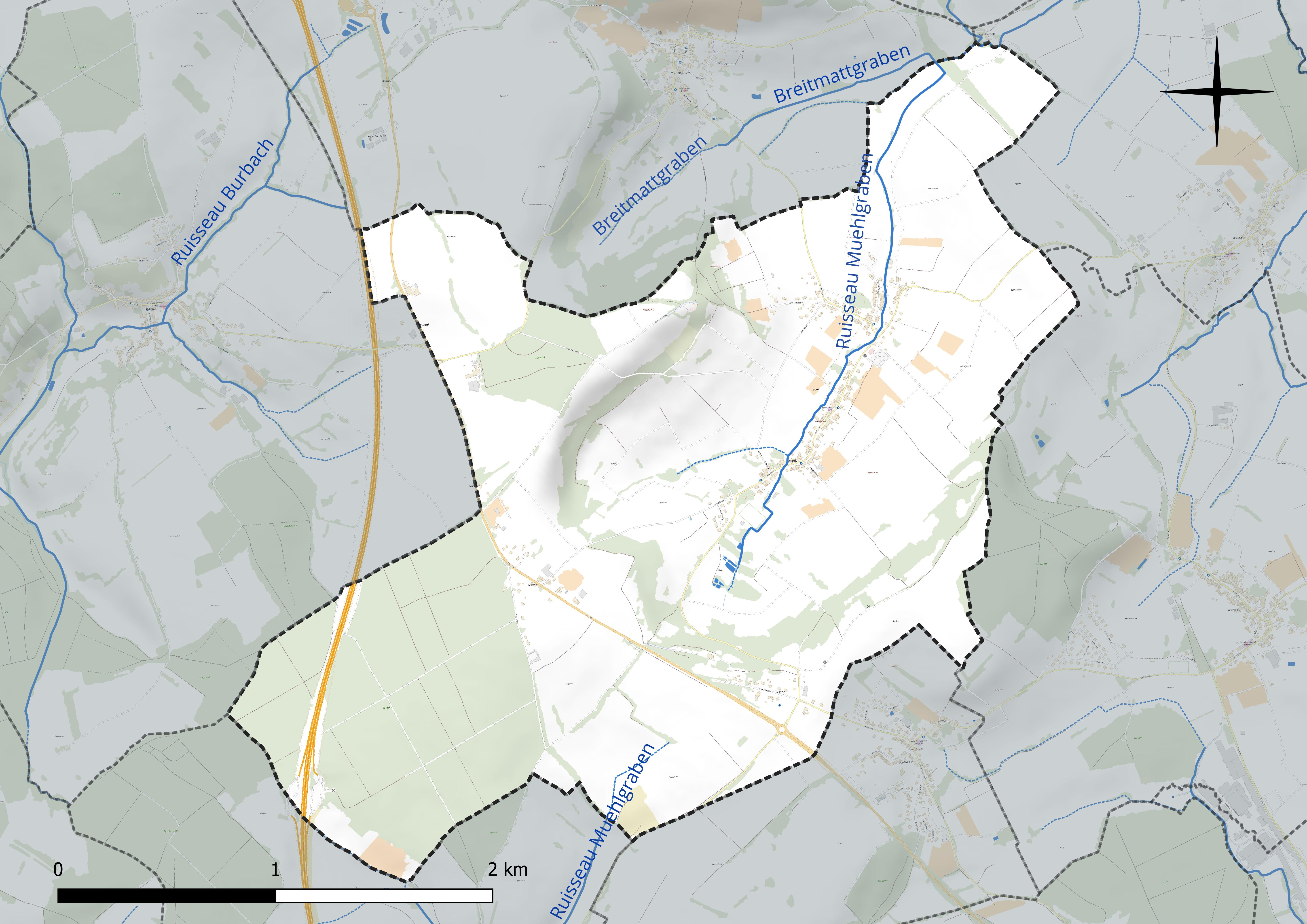
Réseau hydrographique de Berg.

### Climat
Pour des articles plus généraux, voir Climat du Grand Est et Climat du Bas-Rhin.
En 2010, le climat de la commune est de type climat des marges montargnardes, selon une étude du Centre national de la recherche scientifique s'appuyant sur une série de données couvrant la période 1971-2000. En 2020, Météo-France publie une typologie des climats de la France métropolitaine dans laquelle la commune est exposée à un climat semi-continental et est dans la région climatique  Vosges, caractérisée par une pluviométrie très élevée (1 500 à 2 000 mm/an) en toutes saisons et un hiver rude (moins de 1 °C). 
Pour la période 1971-2000, la température annuelle moyenne est de 9,8 °C, avec une amplitude thermique annuelle de 16,9 °C. Le cumul annuel moyen de précipitations est de 971 mm, avec 11,9 jours de précipitations en janvier et 10 jours en juillet. Pour la période 1991-2020, la température moyenne annuelle observée sur la station météorologique installée sur la commune est de 10,4 °C et le cumul annuel moyen de précipitations est de 801,8 mm. 
La température maximale relevée sur cette station est de 37,4 °C, atteinte le 25 juillet 2019 ; la température minimale est de −16,8 °C, atteinte le 7 février 2012,,. 
| Mois                                  | jan.           | fév.           | mars           | avril         | mai           | juin          | jui.          | août          | sep.          | oct.          | nov.          | déc.           | année      |
| ------------------------------------- | -------------- | -------------- | -------------- | ------------- | ------------- | ------------- | ------------- | ------------- | ------------- | ------------- | ------------- | -------------- | ---------- |
| Température minimale moyenne (°C)     | −0,5           | −0,3           | 2              | 5,7           | 8,9           | 12,5          | 14,5          | 14            | 10,6          | 7,4           | 3,5           | 0,5            | 6,6        |
| Température moyenne (°C)              | 1,7            | 2,5            | 5,9            | 10,5          | 13,7          | 17,5          | 19,6          | 18,8          | 15,3          | 10,8          | 6             | 2,7            | 10,4       |
| Température maximale moyenne (°C)     | 4              | 5,3            | 9,8            | 15,3          | 18,5          | 22,6          | 24,6          | 23,6          | 19,9          | 14,3          | 8,4           | 4,8            | 14,3       |
| Record de froid (°C) date du record   | −12,7 20.01.16 | −16,8 07.02.12 | −14,3 01.03.05 | −4,2 01.04.13 | −0,8 05.05.19 | 3,5 08.06.05  | 7,1 31.07.15  | 6,2 26.08.18  | 2,1 26.09.18  | −5,5 29.10.12 | −6,7 30.11.10 | −16,8 20.12.09 | −16,8 2012 |
| Record de chaleur (°C) date du record | 15,5 01.01.22  | 19,1 24.02.21  | 23,8 31.03.21  | 26,7 20.04.18 | 31,3 28.05.17 | 34,8 30.06.19 | 37,4 25.07.19 | 37,3 07.08.15 | 31,9 15.09.20 | 27,3 02.10.23 | 21 02.11.20   | 15,8 31.12.22  | 37,4 2019  |
| Précipitations (mm)                   | 74             | 60,5           | 63,1           | 43,2          | 70,6          | 64,9          | 68,4          | 74,5          | 65,1          | 66,3          | 67            | 84,2           | 801,8      |

| Diagramme climatique                                  |             |          |             |             |              |              |            |              |             |          |            |
| J                                                     | F           | M        | A           | M           | J            | J            | A          | S            | O           | N        | D          |
| 4−0,574                                               | 5,3−0,360,5 | 9,8263,1 | 15,35,743,2 | 18,58,970,6 | 22,612,564,9 | 24,614,568,4 | 23,61474,5 | 19,910,665,1 | 14,37,466,3 | 8,43,567 | 4,80,584,2 |
| Moyennes : • Temp. maxi et mini °C • Précipitation mm |             |          |             |             |              |              |            |              |             |          |            |

Les paramètres climatiques de la commune ont été estimés pour le milieu du siècle (2041-2070) selon différents scénarios d'émission de gaz à effet de serre à partir des nouvelles projections climatiques de référence DRIAS-2020. Ils sont consultables sur un site dédié publié par Météo-France en novembre 2022.

## Urbanisme

### Typologie
Au 1er janvier 2024, Berg est catégorisée commune rurale à habitat dispersé, selon la nouvelle grille communale de densité à sept niveaux définie par l'Insee en 2022.
Elle est située hors unité urbaine et hors attraction des villes,.

### Occupation des sols
L'occupation des sols de la commune, telle qu'elle ressort de la base de données européenne d’occupation biophysique des sols Corine Land Cover (CLC), est marquée par l'importance des territoires agricoles (76,4 % en 2018), en diminution par rapport à 1990 (77,8 %). La répartition détaillée en 2018 est la suivante : prairies (36,3 %), terres arables (23,7 %), forêts (17,9 %), zones agricoles hétérogènes (16,4 %), zones urbanisées (5,7 %). L'évolution de l’occupation des sols de la commune et de ses infrastructures peut être observée sur les différentes représentations cartographiques du territoire : la carte de Cassini (XVIIIe siècle), la carte d'état-major (1820-1866) et les cartes ou photos aériennes de l'IGN pour la période actuelle (1950 à aujourd'hui).

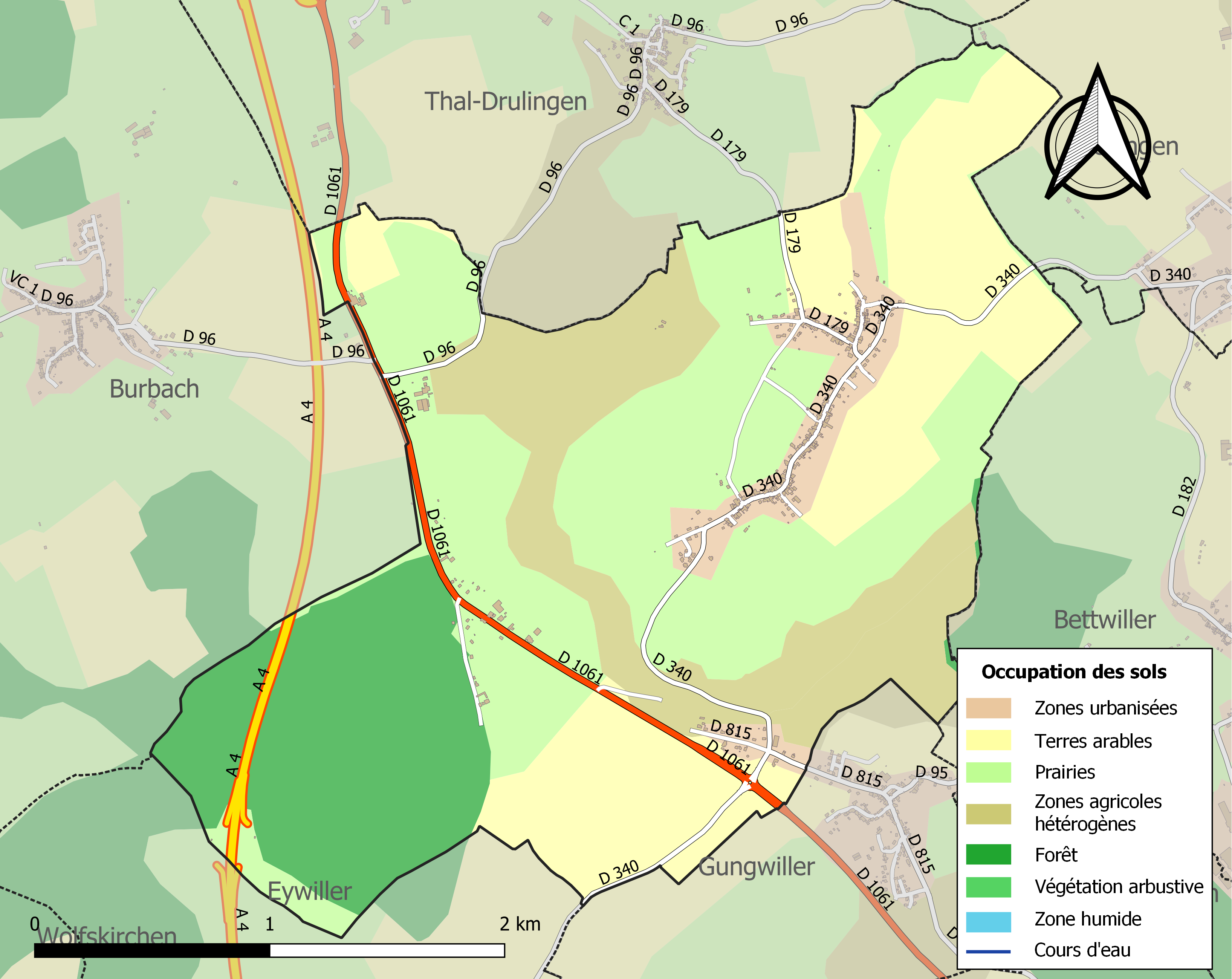
Carte des infrastructures et de l'occupation des sols de la commune en 2018 (CLC).

## Toponymie
- Bärich en francique rhénan[15].

De Berg, en allemand comme en alsacien, qui signifie « la montagne ».

## Histoire
Avant 1793, la commune appartenait au comté de Sarrewerden, devenant par la suite alsacienne.

### Héraldique
| Blason de Berg (Bas-Rhin) | Blason  | D'argent au mont de trois coupeaux de sinople mouvant de la pointe. |
| Blason de Berg (Bas-Rhin) | Détails |                                                                     |

## Politique et administration

### Budget et fiscalité 2014
En 2014, le budget de la commune était constitué ainsi :
- total des produits de fonctionnement : 299 000 €, soit 688 € par habitant ;
- total des charges de fonctionnement : 231 000 €, soit 531 € par habitant ;
- total des ressources d’investissement : 48 000 €, soit 110 € par habitant ;
- total des emplois d’investissement : 67 000 €, soit 155 € par habitant.
- endettement : 424 000 €, soit 975 € par habitant.

Avec les taux de fiscalité suivants :
- taxe d’habitation : 19,97 % ;
- taxe foncière sur les propriétés bâties : 14,49 % ;
- taxe foncière sur les propriétés non bâties : 57,20 % ;
- taxe additionnelle à la taxe foncière sur les propriétés non bâties : 45,11 % ;
- cotisation foncière des entreprises : 16,00 %.

### Liste des maires
| Période                                  | Période                   | Identité                                           | Étiquette | Qualité    |
| ---------------------------------------- | ------------------------- | -------------------------------------------------- | --------- | ---------- |
| 2001                                     | 2014                      | Manfred Keiser                                     |           |            |
| mars 2014                                | En cours (au 31 mai 2020) | Jean-Pierre Nickles Réélu pour le mandat 2020-2026 | DVD       | Commerçant |
| Les données manquantes sont à compléter. |                           |                                                    |           |            |

## Démographie
L'évolution du nombre d'habitants est connue à travers les recensements de la population effectués dans la commune depuis 1793. Pour les communes de moins de 10 000 habitants, une enquête de recensement portant sur toute la population est réalisée tous les cinq ans, les populations de référence des années intermédiaires étant quant à elles estimées par interpolation ou extrapolation. Pour la commune, le premier recensement exhaustif entrant dans le cadre du nouveau dispositif a été réalisé en 2004.

En 2022, la commune comptait 343 habitants, en évolution de −6,54 % par rapport à 2016 (Bas-Rhin : +3,17 %, France hors Mayotte : +2,11 %).
| 1793 | 1800 | 1806 | 1821 | 1831 | 1836 | 1841 | 1846 | 1851 |
| ---- | ---- | ---- | ---- | ---- | ---- | ---- | ---- | ---- |
| 295  | 351  | 370  | 469  | 488  | 519  | 504  | 540  | 555  |

| 1856 | 1861 | 1866 | 1871 | 1875 | 1880 | 1885 | 1890 | 1895 |
| ---- | ---- | ---- | ---- | ---- | ---- | ---- | ---- | ---- |
| 524  | 544  | 543  | 541  | 576  | 536  | 497  | 501  | 508  |

| 1900 | 1905 | 1910 | 1921 | 1926 | 1931 | 1936 | 1946 | 1954 |
| ---- | ---- | ---- | ---- | ---- | ---- | ---- | ---- | ---- |
| 555  | 550  | 557  | 563  | 525  | 495  | 475  | 462  | 466  |

| 1962 | 1968 | 1975 | 1982 | 1990 | 1999 | 2004 | 2006 | 2009 |
| ---- | ---- | ---- | ---- | ---- | ---- | ---- | ---- | ---- |
| 453  | 411  | 410  | 436  | 428  | 405  | 394  | 397  | 417  |

| 2014 | 2019 | 2022 | - | - | - | - | - | - |
| ---- | ---- | ---- | - | - | - | - | - | - |
| 381  | 360  | 343  | - | - | - | - | - | - |

## Lieux et monuments

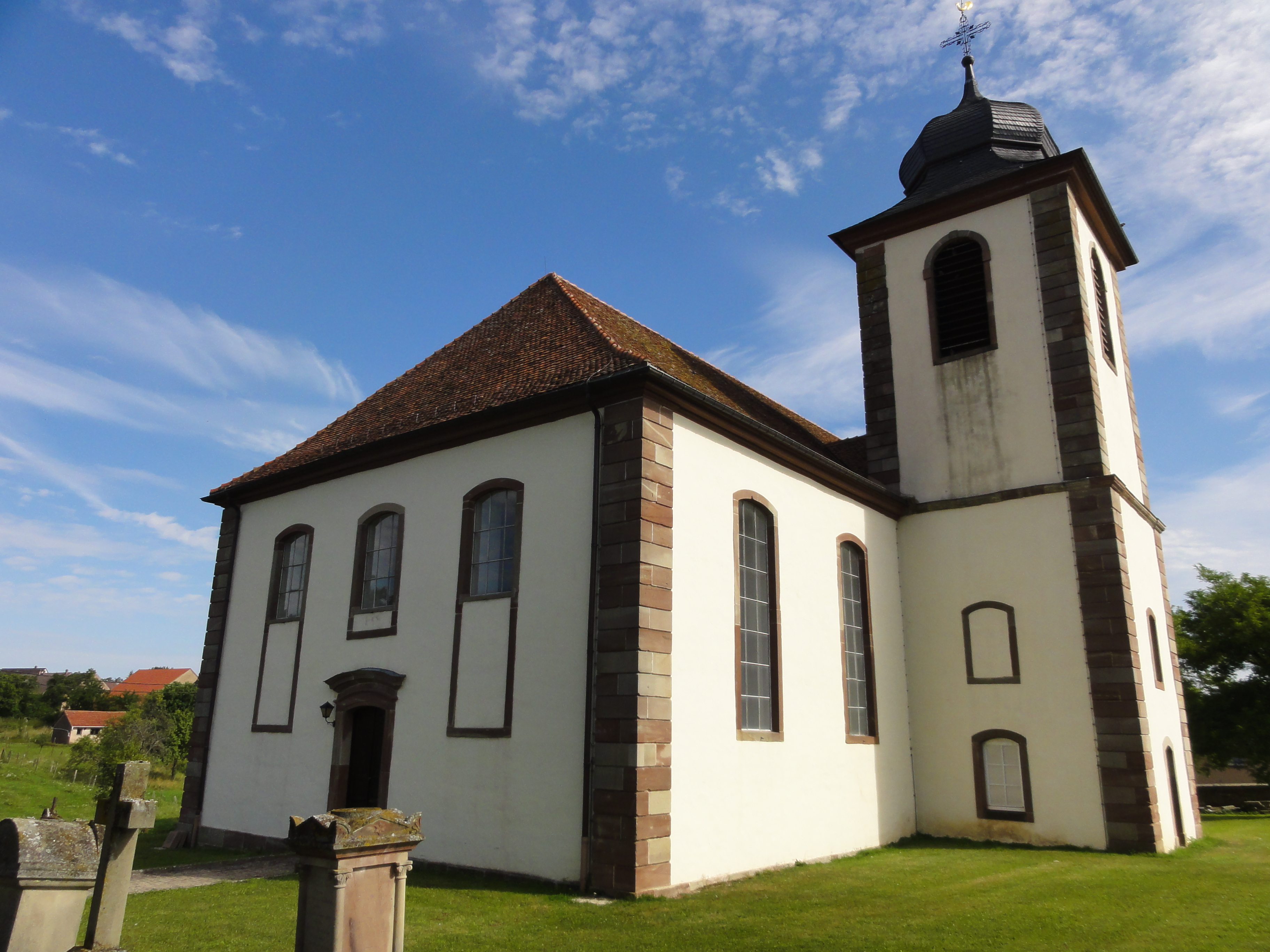
Église protestante de Berg.

- Le Kirchberg : cette église, une des plus anciennes d'Alsace, est donnée en 716 à l'abbaye de Wissembourg sous le nom de Villa Monte. L'origine de Berg, intimement lié à Thal (la vallée) se trouve ici au Kirchberg. D'ailleurs, Berg possède avec Thal une forêt indivise, témoin de leur origine commune. Dédiée à saint Martin, à Jean-Baptiste, lieu de pèlerinage de saint Wendelin, elle fut détruite par la Seconde Guerre mondiale. L'édifice restauré est dédié à la Vierge Marie. Le lieu offre un point de vue sur l'Alsace-Bossue[22].
- L'église protestante de Berg : construit entre 1771 et 1773 par l'architecte Friedrich-Joachim Stengel à la suite de négociations entre le comte de Nassau-Sarrewerden et Louis XV. Il s'agissait de séparer les cultes protestant et catholique. L'architecte conçut l'édifice en fonction de la liturgie protestante. 
Cette « Quersaalkirche » est unique en France. Un édifice similaire existe à Jugenheim en Allemagne. Ces divers éléments contribuent au classement du temple en 1984 au cours des travaux de réhabilitation intérieure entrepris par la commune[23],[24]. L'orgue a été ajouté en 1845[25],[26],[27].

- La maison du bailli : elle date de 1730. Le bailli représente alors le seigneur dans les localités et notamment dans le comté de Saarwerden où, en 1722, une révolte s'organise. Les habitants refusent de payer les impôts. Le capitaine Jean-Jacques Schweitzer, en fonction depuis 1706 fut le premier occupant de cette bâtisse, remarquablement restaurée dans les années 1990 par ses propriétaires[28].
- Le presbytère protestant[29] : l'explosion démographique de la population mâle avant la Révolution donne au pasteur de Berg un rôle primordial. Outre son rôle liturgique face à une paroisse très peuplée, il tient aussi un rôle d'historien. L'architecture du presbytère reflète ce rôle prépondérant.